# O Cometa (filme)
O Cometa é um curta-metragem mudo brasileiro de 1910, do gênero comédia musical, dirigido e fotografado por Julio Ferrez e estrelado por Baiano, Ismênia Mateus, Soller, Asdrúbal Miranda e Eulália Soller. Produzido pela Empresa F. Serrador, o roteiro foi feito por Raul Pederneiras, com base em uma profecia popular, que dizia que o aparecimento do cometa Halley prenunciava o fim do mundo.
Com produção do empresário Francisco Serrador, era um filme "falante e cantante", com os atores dublando-se ao vivo por trás da tela. A música ficou a cargo de João José da Costa Jr. A fita foi lançada no Cinema Chantecler em 12 de outubro de 1910. É um considerado um dos mais conhecidos filmes perdidos do Brasil, por ter em seu elenco o famoso cantor Manuel Pedro dos Santos, conhecido pelo nome artístico Baiano.

## Enredo
O termo cometa, além do sentido de um corpo celeste com trajetória luminosa, era também o nome usado no início do século para denominar cobradores de contas e caixeiros-viajantes. Além de satirizar o aparecimento do cometa Halley, também estava presente no enredo a crônica da vida carioca, assuntos como o Beco das Novidades, a Light, os "mata-mosquitos", a guarda noturna, as obras do porto, as lutadoras femininas, o Mercado das Flores, o pessoal da seresta, o maxixe e a Quinta da Boa Vista. É considerado um filme ambicioso, por tentar interpretar toda uma sociedade e sua época.

## Elenco
- Baiano
- Ismênia Mateus
- Soller
- Asdrúbal Miranda
- Eulália Soller